# قوش یوواسی
قوش یوواسی (ترکی آذربایجانی: Quş yuvası) یک منطقهٔ مسکونی در جمهوری آرتساخ است که در استان شاهومیان واقع شده‌است.